# Eda IF
Eda IF  är en idrottsförening i Eda i Sverige. Klubben bildades i november 1941 som en backhoppnings- och fotbollsklubb.
Damfotbollslaget, som startades 1974, spelade i Sveriges högsta division 1982.
2007 började man även spela innebandy.

### Fotnoter
1. ↑  ”Eda IF, läst 14 oktober 2013”. Arkiverad från originalet den 14 oktober 2013. https://archive.is/20131014100546/https://www.innebandy.se/templates/IDA/ClubInfo.aspx?PageId=80597&OrganizationsID=3520&epslanguage=SV. Läst 14 oktober 2013.
2. ↑  Jimmy Lindahl (28 februari 2004). ”Maratontabell för högsta damserien 1978-2003”. Bolletinen. http://www.bolletinen.se/sfs/pdf/stat_d_maraton_1978_2003_maratontab_f_hogsta_damserien.pdf. Läst 14 oktober 2013.
3. ↑  ”Inget kul längre”. Svenska Innebandyförbundet. 3 juli 2007. Arkiverad från originalet den 8 februari 2015. https://web.archive.org/web/20150208135548/http://www.innebandy.se/Arkiverade-nyheter/Nyhetsarkiv/Juli-2007/Inget-Kul-langre/. Läst 8 februari 2015.